# Ichiei Muroi
Ichiei Muroi (室井 市衛, Muroi Ichiei) est un footballeur japonais né le 22 juin 1974 à Saitama.